# دراسات أمنية

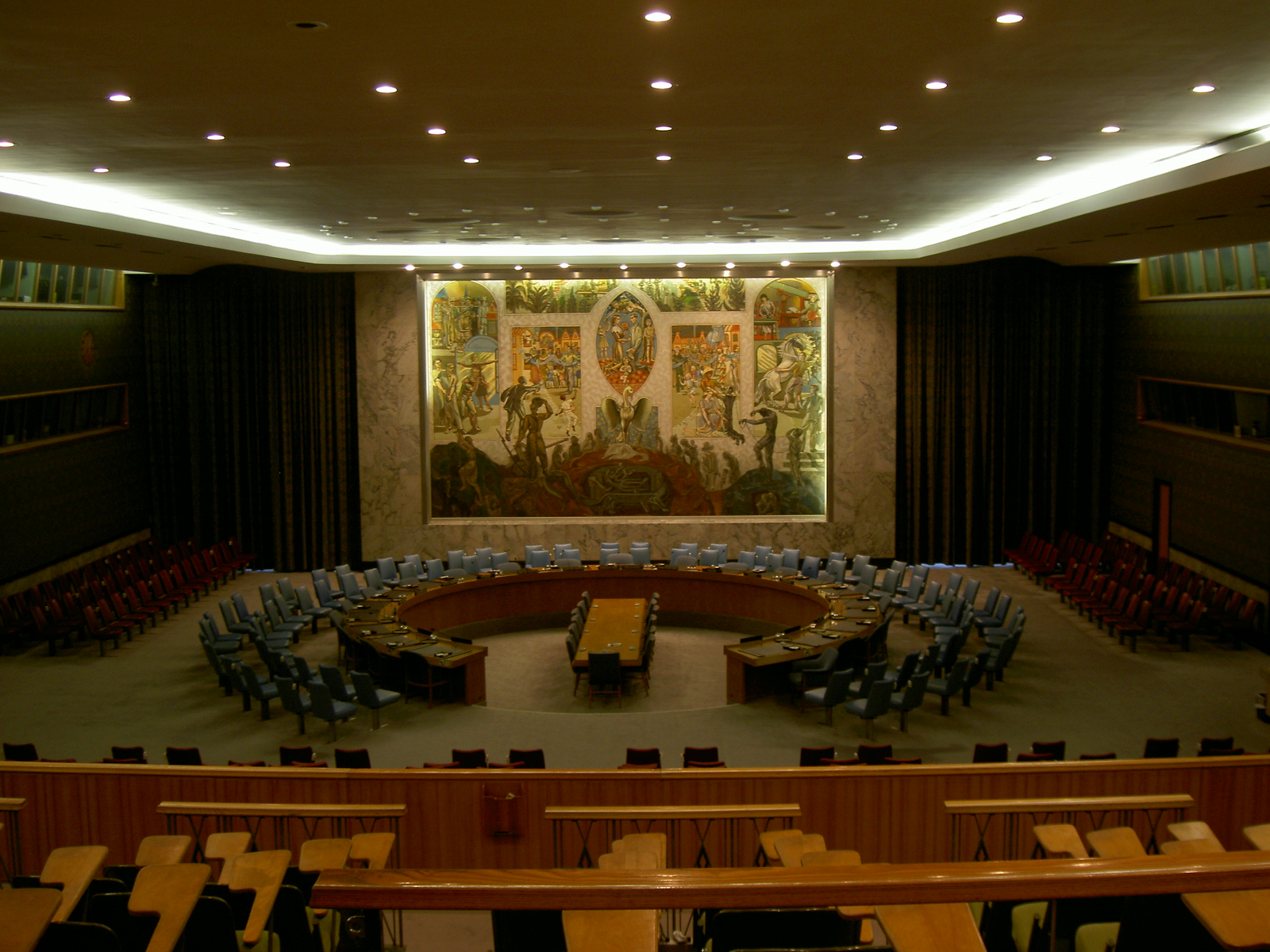
قاعة مجلس الأمن التابعة للأمم المتحدة في نيويورك

تُعتبر الدراسات الأمنية المعروفة أيضًا بالدراسات الأمنية الدولية، عادةً مجالًا أكاديميًا فرعيًا للتخصص الأوسع؛ العلاقات الدولية. تطور هذا المجال بسرعة في إطار العلاقات الدولية إبان الحرب الباردة، ويمكن الأخذ بالاعتبار أمثلة من العصر تشمل الأعمال الأكاديمية لعلماء الواقعية السياسية في منتصف القرن العشرين مثل توماس شيلينغ وهنري كسنجر، اللذين ركزت أعمالهما بشكل أساسي على الردع النووي. في حين أن هذا المجال وارد معظمه في برامج العلوم السياسية والسياسات العامة، فمن الشائع باطراد اتباع نهج تداخل التخصصات يتضمن المعرفة المستمدة من مجالات التاريخ والجغرافيا (مع إبراز الجيوسياسية الكلاسيكية) والعلوم العسكرية وعلم الإجرام.

## نبذة
في حين أن المجال (مثل مجاله الرئيسي؛ العلاقات الدولية) غالبًا ما يستهدف تعليم الطلاب الذين يطمحون إلى حياة مهنية في مجمعات التفكير أو الاستشارات، أو مقاولي الدفاع (شركات منتجة للأسلحة)، أو المنظمات غير الحكومية المعنية بحقوق الإنسان، أو في مراكز الخدمة الحكومية التي تركز على الدبلوماسية، والسياسة الخارجية، وفض النزاعات وتجنبها، وإدارة حالات الطوارئ والكوارث، والاستخبارات، والدفاع؛ فمن الممكن أيضًا أن يكون ملائمًا للطلاب الذين يسعون مهنيًا إلى إجراء بحوث أكاديمية في الأوساط الأكاديمية، أو كمفكرين أو مثقفين أو صحفيين يكتبون عن السياسة الأمنية.
تركز الدراسات الأمنية الدولية في جوهرها، كمجال للتحقيق، على العنف المنظم والخطوات التي يمكن للأفراد والتجمعات اتخاذها لاستخدام العنف المنظم بفعالية، والأهم من ذلك، لحماية أنفسهم من العنف المنظم (تراكم المعرفة في الأولى أمر أساسي لتراكم المعرفة في الأخيرة). يمكن هكذا أن تتراوح المواضيع من الصغيرة؛ أنواع الأسلحة، والفعالية، والتكتيكات، وواجهات الأسلحة البشرية، والدوافع الفردية والجماعية، إلى الكلية؛ بما في ذلك أسباب الحرب، والاستراتيجية النووية، والعقيدة العسكرية، والإنفاق الدفاعي، واستراتيجيات الحرب التقليدية وغير التقليدية.
لكن في الآونة الأخيرة، استُكملت هذه النهج التقليدية المتبعة في الأمن (تُترك الفائدة مفتوحة للنقاش) بمختلف الخيارات مثل الدراسات الأمنية الحرجة، وكلية كوبنهاغن. من الواضح أن المساهمات المفيدة في فهمنا للأمن وانعدامه جاءت أيضًا من البنائية (العلاقات الدولية)، ودراسات السلام، والنظرية النقدية. كما يشير إليه الارتباط الوثيق بين الحرب الباردة وظهور الدراسات الأمنية الدولية واستحداثها، فإن الاتجاهات التاريخية الأوسع (أو بالأحرى تصورات لها) خلقت الفرص التي سعت إليها هذه المدارس البديلة، بتأثير مختلط، لتوفير مجموعة من الأسس النظرية.
لذلك، تشكل الدراسات الأمنية المعاصرة موضع خلاف في مجال التحقيق، إذ إنها مهمة ومثيرة للاهتمام.

## جامعات تقدم برامج أكاديمية في الدراسات الأمنية
- جامعة ولاية أريزونا
- الجامعة الوطنية الأسترالية
- جامعة برونيل
- كلية الملك فهد الأمنية
- جامعة الأمير نايف للعوم الأمنية
- أكاديمية الشرطة بمصر